# Fourdrinoy
Fourdrinoy település Franciaországban, Somme megyében. Lakosainak száma 381 fő (2022. január 1.). Fourdrinoy Crouy-Saint-Pierre, Le Mesge, Cavillon, Picquigny, Saisseval és Soues községekkel határos.

## Népesség
A település népességének változása:
| Lakosok száma | 384  | 411  | 431  | 417  | 409  | 401  | 393  | 384  | 381  |
|               | 2013 | 2015 | 2016 | 2017 | 2018 | 2019 | 2020 | 2021 | 2022 |